# Port lotniczy Tenerife Norte
Port lotniczy Aeropuerto de Tenerife Norte lub też Port lotniczy Los Rodeos kod IATA: TFN, kod ICAO: GCXO) – jeden z dwóch portów lotniczych na Teneryfie (Wyspy Kanaryjskie), położony w północnej części wyspy, 10 km od Santa Cruz de Tenerife. Port lotniczy Los Rodeos stanowi węzeł lotniczy dla ruchu pomiędzy wyspami archipelagu, obsługując również część ruchu pozawyspowego. W 2006 port lotniczy Los Rodeos obsłużył 4 mln pasażerów. Drugi, nowszy i dwa razy bardziej ruchliwy port lotniczy na wyspie, Reina Sofía, znajduje się w południowej części wyspy.

## Linie lotnicze i kierunki lotów
| Linia lotnicza           | Kierunek |
| ------------------------ | --- |
| Air Europa               | 1. Bilbao 2. Madryt 3. Sewilla Sezonowo: 1. Santiago de Compostela |
| Binter Canarias          | 1. El Hiero 2. Fuerteventura 3. Madera 4. Gran Canaria 5. Jerez 6. Lanzarote 7. La Palma 8. Palma de Mallorca 9. Santander 10. Vigo 11. Vitoria 12. Saragossa Sezonowo: 1. Asturia |
| Canaryfly                | 1. El Hiero 2. Fuerteventura 3. Gran Canaria 4. Lanzarote 5. La Palma |
| Iberia                   | Sezonowo: 1. Alicante 2. Asturia 3. Santiago de Compostela 4. Walencja |
| Iberia Express           | 1. Madryt |
| Plus Ultra Líneas Aéreas | 1. Caracas |
| Ryanair                  | 1. Barcelona 2. Madryt Sezonowo: 1. Alicante 2. Palma de Mallorca 3. Sewilla 4. Walencja                                                                                           |
| Vueling Airlines         | 1. Alicante 2. Asturia 3. Barcelona 4. Bilbao 5. Grenada 6. Malaga 7. Santiago de Compostela 8. Sewilla 9. Walencja 10. Saragossa Sezonowo: 1. Lizbona                             |

## Katastrofa lotnicza
27 marca 1977 roku na lotnisku wpadły na siebie dwa Boeingi 747 linii lotniczych – KLM i Pan Am. Wskutek tej największej katastrofy w lotnictwie zginęły 583 osoby.